# Alfred Newton
Alfred Newton (Ginevra, 11 giugno 1829 – Cambridge, 7 giugno 1907) è stato uno zoologo e ornitologo britannico.
Nel 1854 venne nominato «membro esploratore» del Magdalene College di Cambridge, dove aveva studiato, e visitò molte regioni del globo, tra cui Lapponia, Islanda, Isole Svalbard, Indie occidentali e Nordamerica. Nel 1866 divenne primo professore di zoologia e anatomia comparata all'Università di Cambridge, incarichi che manterrà fino alla morte. Nel 1900 i servigi resi all'ornitologia e alla zoologia gli fecero guadagnare la medaglia d'oro della Royal Society.
Newton dedicò gran parte del suo tempo allo studio degli uccelli delle Mascarene, dove si trovava suo fratello Edward, che gli inviava campioni di avifauna locale, come resti di dodo e di solitario di Rodrigues (Pezophaps solitaria), entrambi estinti. Nel 1872 descrisse per la prima volta lo Psittacula exsul, endemico di Rodrigues, che si estinse nel 1875.
| A.Newton è l'abbreviazione standard utilizzata per le specie animali descritte da Alfred Newton. Categoria:Taxa classificati da Alfred Newton |